# Séneca o el beneficio de la duda
Séneca o el beneficio de la duda es una obra de teatro de Antonio Gala, estrenada en Bilbao en agosto de 1987.

## Argumento
El autor traza a través de las experiencias e historia del filósofo hispanorromano Séneca la delgada línea que separa poder y moral.

## Estreno
- Dirección: Manuel Collado.
- Intérpretes: José Luis Pellicena (Séneca), Juan Ribó, Magüi Mira, Roberto De La Peña, Luis Merlo, Cristina Higueras, Amparo Valle, Mª Carmen Bonilla (Locusta).